# 伊本比伦
伊本比伦是德国北莱茵-威斯特法伦州的一个市镇。总面积108.56平方公里，总人口51487人，其中男性25378人，女性26109人（2011年12月31日），人口密度474人/平方公里。

## 友好城市
- 德紹-羅斯勞, 德國
- 古爾東, 法國
- 海倫多倫, 荷蘭
- 亞斯琴別-茲德魯伊, 波蘭
- 普列維扎, 斯洛伐克

## 交通運輸
小鎮上有三個勒訥-賴內輕軌線車站，它提供了從 畢勒費爾德 和 奧斯納布魯克 兩地的連結